# Mary Reuterswärd

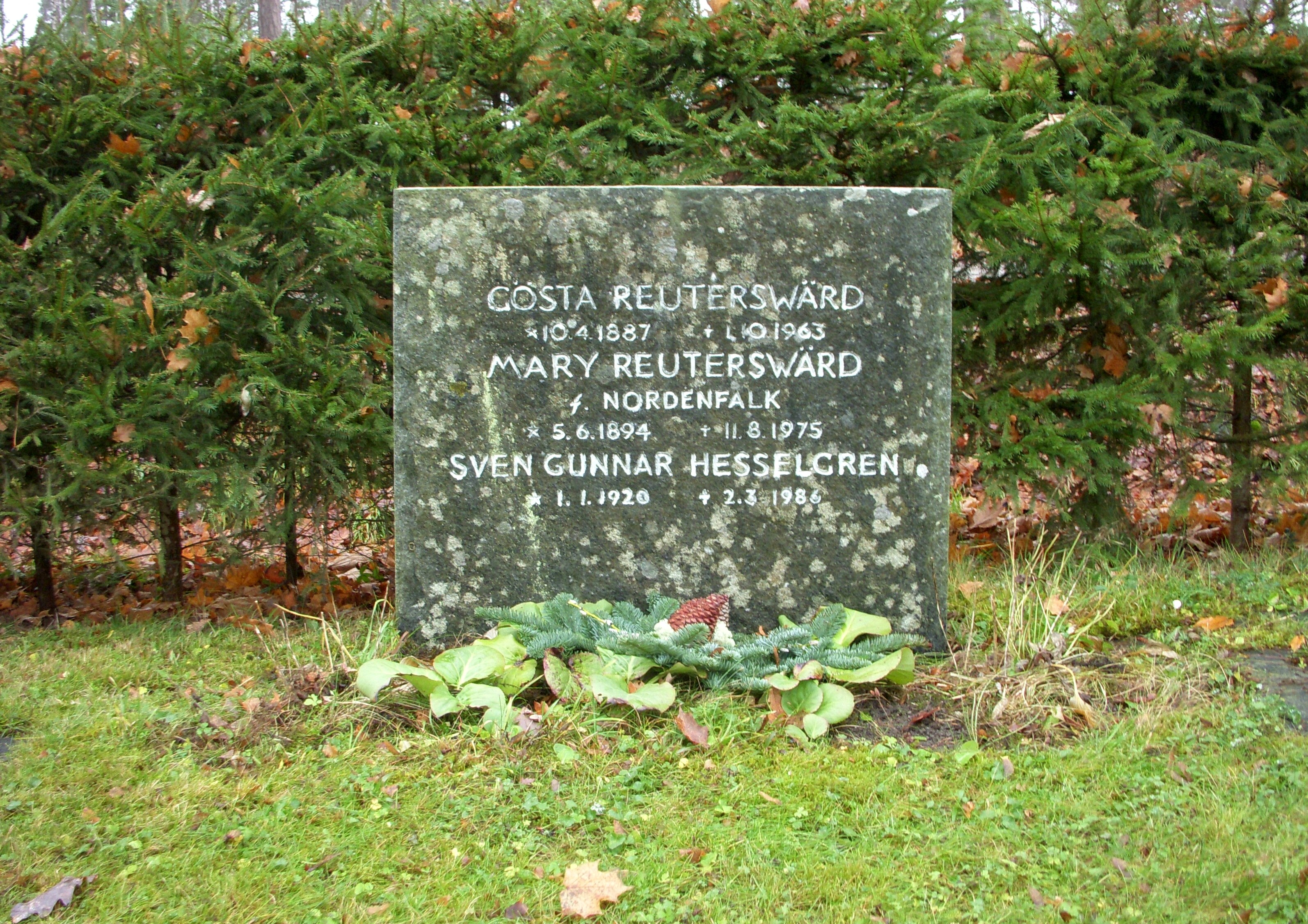
Mary Reuterswärds familjegrav på Lovö skogskyrkogård.

Mary Anna Louise Reuterswärd, född Nordenfalk den 5 juni 1894 i Håtuna församling, död 11 augusti 1975 i Stockholm, var en svensk politiker (moderat) och företagare. Hon var socialt engagerad och Sveriges första kvinnliga kommunalfullmäktigeordförande i Arboga 1937–1948.

## Biografi
Mary Reuterswärd var dotter till kabinettskammarherre Johan Axel Nordenfalk. Familjen bodde dels på Älvestorp i Bergslagen, dels i Stockholm där man hade en våning. När Mary Reuterswärd var 13 år flyttade familjen till Färna i Västmanland.
Reuterswärd fostrades av sin far till engagemang för människor som var mindre lyckligt lottade. Under uppväxten på Färna ålade fadern henne att sörja för att ingen av bruksborna led nöd eller utan tillsyn kämpade med sjukdom och ensamhet. Ortens distriktssköterska gav Reuterswärd de första lärospånen och under första världskriget gick hon en krigssjuksköterskekurs så att hon kunde vikariera som sjuksköterska. Hon var också medlem av fattigvårdsstyrelsen.
År 1915 gifte sig Mary Reuterswärd med Gösta Reuterswärd. Maken Gösta var bland annat biträdande disponent på Ferna bruks AB, VD vid Porla brunn AB och disponent vid Jäders bruk där de också bosatte sig. De fick fyra döttrar: Viveka, Hedvig, Anna och Caroline. Makarna Reuterswärd deltog i ett rikt sällskapsliv och hade ett gästfritt hem.

### Företagande
I samband med 1930-talets arbetslöshet startade Mary Reuterswärd ett företag, där de så kallade Jädersmattorna vävdes. Reuterswärd designade själv mattorna och sålde dem till Svenskt Tenn AB. Hon skaffade också materialet till mattorna genom att köpa järnvägslaster av billig pappersbruksfilt som fördes ner i bykhuset för att tvättas. Reuterswärd färgade den själv, lät den torka och rev filten till remsor. De fyra meter breda vävstolarna satte hon upp med hjälp av maken. Tre personer vävde sida vid sida. Hela familjen var engagerad i denna verksamhet i syfte att ge flickor arbete. Väveriet blev mycket framgångsrikt. Flickor, som annars skulle ha varit arbetslösa fick arbete och försäljningen av mattorna gav inkomster.

### Socialt engagemang
Mary Reuterswärd engagerade sig starkt i ortens föreningsliv. Hon hade deltagit i bildandet av Köping-Arboga Landstorms kvinnoförening 1928 och satt i ledningen till 1938. Hon var ordförande i Hembygdsföreningen Arboga Minne och i Moderata Kvinnoföreningen i Arboga, suppleant i Arboga Moderata valmansförening, styrelseledamot i Arbogaortens Bildningsförbund, kårchef i Arbogaortens Lottaförbund och vice ordförande i Västmanlands Lottaförbund, medlem i församlingens kyrkoråd och pastoratskyrkorådet.
Reuterswärd var ledamot av Statens läroboksnämnd, ordförande i styrelsen för Kronprinsessan Lovisas barnsjukhus i Stockholm samt i Lovö Rödakorskrets.

### Politiskt engagemang och kommunala uppdrag
Mary Reuterswärd kom in i Arboga kommunalfullmäktige 1934. I december 1937 valdes hon till ordförande. Den posten innehade hon tills hon begärde sig entledigad den 1 september 1948. Hennes sociala engagemang framgår av protokollen från fullmäktige.
Att Mary Reuterswärd blev Sveriges första kvinnliga kommunalfullmäktigeordförande väckte stor uppmärksamhet. Husmodersförbundet hyllade henne. Idun, Svensk Damtidning och Vecko-Journalen hade långa artiklar om ”Fru Ordförande”, ”Herrgårdsfru och kommunalordförande!” och ”Fru Fullmäktigeordförande”.
I flera omgångar satt Reuterswärd i styrelsen för Västmanlands Högerförbund och i många år i styrelsen för Västra valkretsen. Hon toppade en av landstingslistorna i åtminstone två val. I riksdagsvalet 1940 stod hon som enda kvinna högt upp på alla fyra listorna. I riksdagsvalet 1944 var hon placerad högt upp på fem listor, på den sjätte stod hon som nummer ett.
Förutom ordförandeskapet i kommunalfullmäktige hade Mary Reuterswärd många kommunala uppdrag. Hon var ledamot i kommunalnämnden, fattigvårdsstyrelsen, sockenombud för distriktssköterskan, ledamot i inkvarteringsnämnden i Arboga hemvärnsområde nr 2, familjebidragsnämnden, förvaltningsnämnden, förbundsdirektionen för social hemhjälpsverksamhet, byggnadsnämnden, civilförsvarsnämnden och valberedningsnämnden. Som ledamot i Arboga Beredskapskommitté uppmanade hon i Arboga Tidning i april 1940 alla kvinnor att ta sitt medborgaransvar och registrera sig för beredskapsarbete i händelse av krig.

### Kyrkligt engagemang
Arboga landsförsamlings syförenings främsta ändamål var att samla in medel till ett församlingshem. År 1938 blev Mary Reuterswärd ordförande. Förhandlingarna om inköp av en fastighet intensifierades och 1941 kunde församlingshemmet Nicolaigården invigas. Kyrkliga syföreningens arbete var viktigt för såväl kyrkan som socknen och gav Mary Reuterswärd en viktig bas och stort inflytande. Fullmäktige, med ordförande Mary Reuterswärd, erbjöds av kyrkliga syföreningen att ha sina sammanträden i Nicolaigården och i gengäld bekostade fullmäktige inköp av stolar att användas i densamma.

### Sista åren
I slutet av 1940-talet flyttade Mary och Gösta Reuterswärd från Jäders bruk till Drottningholm, där Gösta Reuterswärd blev slottsfogde 1948. Landshövding Conrad Jonsson avtackade henne vid en middag på Västerås slott, och kallade henne för ”Västmanlands Fröja”.
När maken avled 1963 flyttade Mary Reuterswärd till en villa i Bromma där hon i tio år hyrde ut rum till diplomater. Hon bodde där tills hon avled 1975. Hennes grav finns på Lovö skogskyrkogård, belägen i Ekerö pastorat.